# Alexander Wassiljewitsch Aljabjew

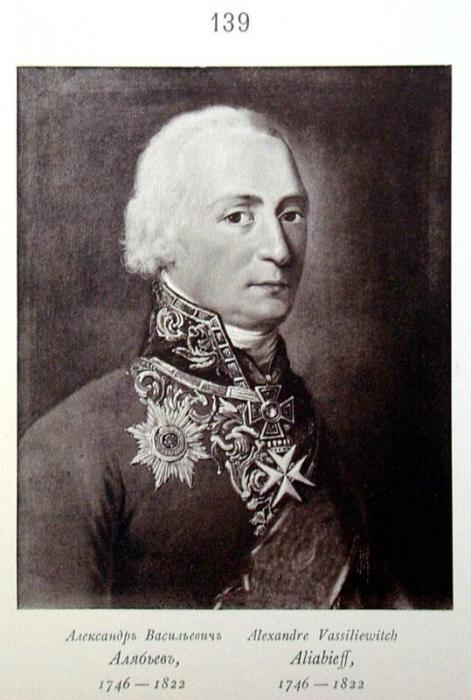
Alexander Wassiljewitsch Aljabjew

Alexander Wassiljewitsch Aljabjew (russisch Александр Васильевич Алябьев; * 21. Junijul. / 2. Juli 1746greg. in St. Petersburg; † 16. Oktoberjul. / 28. Oktober 1822greg. in Moskau) war ein russischer Offizier, Staatsbeamter, Politiker und Manager.

## Leben
Aljabjew stammte aus einer Jaroslawler Adelsfamilie, deren Stammvater Alexander Aljabjew im 16. Jahrhundert aus Polen nach Russland kam und von Großfürst Wassili III. ein Landgut im Ujesd Murom erhielt.
Aljabjew trat 1761 als Kadett des Preobraschenski Leib-Garderegiments in den Militärdienst. Ab 1777 diente er im Manufakturkollegium, das für die Entwicklung der russischen Industrie zuständig war (mit Ausnahme des Bergbaus, für den das Bergkollegium verantwortlich war). Als 1779 das Manufakturkollegium aufgelöst wurde, diente er als Rat im Wologdaer Kassenamt, wo er auch mit der Zollverwaltung im Gouvernement Archangelgorod beauftragt war. 1783 wurde er mit Ernennung zum Staatsrat (V. Rangklasse) Permer Vizegouverneur. Er ordnete den Geschäftsbetrieb im Kassenamt, förderte die Entwicklung des Bergbaus und verbesserte die Schifffahrt auf der Tschussowaja.
1787 wurde Aljabjew Gouverneur des Gouvernements Tobolsk. Er sorgte für die Wiederbelebung der Wirtschaft und der Schifffahrt. 1789 wurde die erste Druckerei in Sibirien eröffnet, in der die ersten sibirischen Zeitungen gedruckt wurden. 1794 baute er in Tobolsk das erste Theater in Sibirien. Er sammelte fast 1 Million Rubel ausstehender Abgaben ein. Er verbesserte das Gouvernementsamt für Schulen, Krankenhäuser und sonstige öffentliche Einrichtungen, verstärkte dessen Wohltätigkeitsarbeit, baute dafür Steingebäude und eröffnete 7 Schulen. Es folgte die Ernennung zum Wirklichen Staatsrat (IV. Rangklasse).
1796 war Aljabjew Gouverneur des früheren Gouvernements Kaukasus (nun Oblast im Gouvernement Astrachan), das Ende des Jahres aufgelöst wurde. Er ordnete die Verhältnisse im Gouvernement Astrachan und verbesserte die Lebensmittelversorgung, so dass der Mehlpreis erheblich sank. Er organisierte die Versorgung der russischen Streitkräfte in Persien mit Proviant.
Ab 1798 war Aljabjew in St. Petersburg Senator und Präsident des Bergkollegiums als Nachfolger Andrei Nartows. 1801 wurde er auch noch Geschäftsführer des Münz-Departements und des Kontors für Silber-Gold-Separation sowie Direktor der Bergschule des Bergkadettenkorps. Er setzte sich für die Entwicklung des Bergbaus und des Bergbau-Bildungswesens ein. Er beteiligte sich an der Regulierung der Arbeit der leibeigenen Bauern, die zur Arbeit in den Berg- und Hüttenwerken verpflichtet wurden. Auf seine Veranlassung wurden die Kinder der Bergbaubeamten bevorzugt in das Erziehungssystem der Bergschule aufgenommen.
Ab 1803 beschränkte sich Aljabjew auf sein Senatorenamt. Sein Nachfolger als Präsident des Bergkollegiums wurde Alexei Korsakow. Aljabjew reiste in das Gouvernement Olonez, um die Denunziationen gegen Gouvernementsbeamte zu überprüfen. 1806 entließ er seine Wologdaer Bauern aus der lLeibeigenschaft. Auf seinen Vorschlag wurde 1807 von Andrei Derjabin an der Kama das Ischewsker Rüstungswerk gebaut. 1810 überprüfte Aljabjew Moskauer Amtslokale. 1815 führte er eine Untersuchung der Unordnung und Versäumnisse im Kostromaer Zivilamt durch. Zum Dank überreichte ihm die Bevölkerung eine Ikone.
Ab 1818 war Aljabjew Hauptverwalter der Kanzlei für Vermessung und Wirklicher Geheimer Rat (II. Rangklasse) sowie Rektor der Konstantin-Vermessungsschule bis zu seinem Tod.
Aljabjew war mit Anna Andrejewna geborene Nowikowa verheiratet, die mit Nikolai Nowikow verwandt war. Mit ihr hatte er zwei Söhne und sechs Töchter. Der zweite Sohn Alexander war Komponist. Die älteste Tochter Jewdokija (1785–1849) heiratete den Bergbauingenieur Wladimir Soimonow. Die zweite Tochter Jekaterina (1786–1850er Jahre) half ihrem Bruder Alexander während seiner Verbannung in Tobolsk und führte seine Wirtschaft.

## Ehrungen
- Russischer Orden der Heiligen Anna I. Klasse
- Orden des Heiligen Wladimir II. Klasse
- Orden des Heiligen Johannes von Jerusalem
- Alexander-Newski-Orden[3]